# メタルギアソリッド ポータブル・オプス+
『メタルギアソリッド ポータブル・オプス+』（メタルギアソリッド ポータブル・オプス プラス、METAL GEAR SOLID PORTABLE OPS PLUS、略称: MPO+）は2007年9月20日に発売されたPlayStation Portable用ソフト。アメリカでは同年11月13日に発売された。

## 概要
2006年12月に発売された戦略諜報アクションゲーム『メタルギアソリッド ポータブル・オプス』の拡張パックであるが、本作単体での起動、使用が可能である。また、『ポータブル・オプス』のプレイデータがあればデータを引き継ぐことも可能。ただし、全体的にステータスが向上した本作の兵士と比べて『ポータブル・オプス』の兵士は相対的に能力が低くなっている。
なお、Wi-Fi通信を利用したオンラインサービスは2012年3月30日をもって終了している。

## ゲームシステム

### インフィニティミッション
本作ではストーリーモードが廃止され、新シングルモードとしてインフィニティミッションが採用されている。これは、その名の通り無限にミッションをこなしていくモードである。
- ランダムに決まったスタート地点から同様にランダムで決められたゴール地点を目指す。
- 中には見つからずにクリア、全ての敵を無力化する、一定時間危険フェイズ下で生き延びる、といった特殊なミッションが発生することもある。
- ゴール地点は音を発している（サラウンドインジゲーター上において）のでそれを頼りに目指すことになる。
- 武器、装備、道具は全て現地調達であり、持ち込むことは出来ず、兵士から奪うか拾うしかない。
- 『ポータブル・オプス』と同様、兵士を仲間にすることも出来る。
- 『ポータブル・オプス』では3つだった難易度に新たにHARDが追加された。高難易度ほどステージ数が多く、スペシャルミッションも難しいものが出現する。
- ミッション中にゲームオーバーになれば、そのミッション中に手に入れた物は全て無効となってしまう。ただしフィールド上でフルトンシステムを使用した場合と、撤収ポイントに到達した場合のみ、最終ゴールまで行かなくてもそれまで集めた兵士、武器などをすべて持ち帰ることができる。
- ミッションをクリアするごとに難易度が上がっていく。
- 兵士は最大200人まで仲間にできるようになった。
- マップの所々にレアなアイテムが隠されている。これは視認できないので、入手するためには音（ケロタンの鳴き声）を頼りに探さなければならない。隠されている場所の上をホフク（匍匐）で通過するか、武器で攻撃すると入手できる。また、地雷探知機には黄色で表示される。
- オートセーブ機能が導入されており、ミッションを終了する際に成果と失ったものが記録される。故に兵士をミッション中に失った場合はクリアする前にミッションを放棄するかクリアして成果をとるかの二択を迫られることになる。なおユニークキャラクターはミッション中に捕虜として再登場する。

### ボスラッシュ
『ポータブル・オプス』に登場したボスキャラクターと対戦する新シングルアクションモード。「1回でもポータブル・オプスをクリアしたデータ」がメモリースティック内に入っていれば可能。

### トレーニングモード
このモードは、主として対戦の練習用につくられたシングルプレイモードであり、あらかじめ用意された使用する武器と難易度を選択。敵兵を全員無力化すればトレーニングクリアとなる。EASYの場合敵1名 NORMALの場合敵2名 HARDの場合敵3名 EXTREMEの場合敵4名となる。CQCのトレーニングの場合だけ、EASY,NORMALが1名、HARD,EXTREMEが3名となる。（NORMAL,EXTREMEはステルス迷彩がなく、最初から危険フェイズで始まる。）

### 追加兵士機能
味方に出来る人数は『ポータブル・オプス』では最大100人だったが、本作は200人に拡張された。

#### 新スキル
スキルとして、『ポータブル・オプス』では「S」が最高スキルだったが今回は「S」を超える「S2」「S3」が登場する。また、兵士ごとに称号が与えられるようになった。S3になるとHSのダメージの高威力化(RCタイムによる)、リロードが早くなるなどの効果がある。

#### 新キャリア
対戦時、麻酔銃で味方を撃つことによって体力を回復させる「針治療師」、兵士を見るだけでその兵士の能力が分かる「人事部長」、気絶からの回復が早くなる「スタントマン」、部隊に編成することで出てくる敵兵が強くなる「囮部隊」なども追加されている。

#### 兵士の成長
本作では、『ポータブル・オプス』から引き継いだ兵士の成長分はリセットされる。これは今回の成長システムが『ポータブル・オプス』と全く違うものになっている為である。『ポータブル・オプス』では成長するのはライフとスタミナのみで、成長の制限も一定だったが、本作ではライフ・スタミナに加えて、スキルも成長するようになり、兵士ごとに各パラメータの成長、成長のスピードも違う。兵士はミッションに出撃させることで得られる経験値によって成長する。ただし、経験値が最高になるとスキルおよびライフ・スタミナはあがらなくなる。また、スキルなどの右上に▼のマークがついている場合は、これ以上その能力が成長しないことを示している。

### 追加マップ
計15ステージとなった。既存のステージにも若干の調整が入り、BGMも追加されている。
- 『オンライン』よりPILLBOX PURGATORY、GHOST FACTORY、KILLHOUSE B、KILLHOUSE Cが追加。
- 『ポータブル・オプス』よりWESTERN WILDERNESS、RAVINEが追加。
- 『メタルギアソリッド』よりREX HANGARが追加。

## 無線LAN機能

### オンライン対戦

#### 『ポータブル・オプス』との対戦
『ポータブル・オプス』との対戦も可能である。だが、次のような制限がある。
- VR（模擬戦）モードでしか遊べない。
- 使用できるステージ、キャラクター、武器に制限がある。
- 『ポータブル・オプス』のプレイヤーがホストにならなければならない。
- チャット、キャラクターチェンジ、写真撮影、モーションは使えない。

#### 追加ルール・機能
DM,TDM,CM,TCMに加えて、さらに2つのルールが採用された。
- 「シューティング・レンジ」（SR）は2つのチームに分かれて、ステージ上に配置された数十個のターゲットを撃ち合うルール。制限時間内にどれだけ自チーム色になったかで勝敗が決まる。ターゲットに数発ダメージを与えることで自チーム色に固定できるが、一定時間で発生するボーナスターゲットを破壊すると、敵チームのターゲットを全てリセットすることが出来る。また、敵を倒すことでも2つのターゲットのリセットが可能。
- 「チャットルーム」（CR）は戦闘を行わず勝敗はない、自由にリアルタイム入力のチャットが楽しめるルールである。このリアルタイム入力のチャットは他全ルールで使用可能である。

多くの新機能が追加された。次はその一部である。
- 「メンバーチェンジ」この機能は対戦中、いつでも他の兵士とその場で交代することができる機能である。
- 「オンライントレード」これは、希望する兵士の条件を設定し自分の持っている兵士で、交換しても良い兵士をサーバにアップロードしておくことでサーバー上でトレード処理がされ、条件があえば、トレードが成立。相手の兵士と自分の兵士の交換ができるようになるという機能である。
- 「VRでの戦績」VRでの戦績は『ポータブル・オプス』同様、ランキングには反映されないが、自分の戦績の閲覧が出来る様になった。またレイティングだけは例外で、VRでの戦績も考慮された値になる。
- 「写真撮影」対戦中、いつでも写真撮影が可能になった。またi-revoにその撮った画像をアップロードできるようになった。

#### 初心者対策
対戦で、初心者は若葉マークが表示される。これはプレイ時間とレイティングによって初心者かどうかを判定されるシステムである。若葉マークが付くプレイヤーは被ダメージの減少などの補正がかかる。ただし、初心者同士の場合は、補正がかからない。また、若葉マークの付くプレイヤーのみ入れる初心者用ロビーが準備されており、そのロビーではVRしかできない。

### リクルート

#### AP SCOUT
『ポータブル・オプス』のAP SCANの強化バージョン。無線LANなどのアクセスポイントを探し出して兵士を入手する、という基本的なシステムは同じだが、その兵士が出した条件を満たしていないと兵士を入手できないシステムに変更された。また、強い兵士ほど条件が厳しくなる。APスカウトで手に入るキャラの中にはライフ、スタミナともに高くすぐに実戦で使えるものもいる。

#### GPS SCAN
ご当地兵士はGPSレシーバーを使い、GPS SCANして目的地まで歩いていくことで入手できる、胸部分に各都道府県名、背中に各都道府県の形のマークが入ったカラフルなユニフォームを着用した兵士。全47都道府県すべてに存在し、GPS SCANの他に対戦（実戦モード）後に志願兵としてくる場合もある。APスカウトでの入手は不可である。ユニークキャラクターではなく、普通の兵士扱いになる（「都道府県兵」として）。目的地は、目印になる場所が多い。

## 追加キャラクター
130種類の兵士が追加され、ゲノム兵（MGS）、ゴルルコビッチ兵、ハイテク兵、SEALS隊員（公式サイトや解説書では海兵隊員とあったがこれは誤りで、SEALは海軍傘下の特殊部隊である。アメリカ軍も参照のこと）、天狗兵（MGS2）、ジョニー（MGS3）、ジョナサン（『ポータブル・オプス』）、など。他にも女山猫部隊員などが使用可能である。
ユニークキャラクターも雷電（MGS2）、オールド・スネーク（MGS4）、ロイ・キャンベル（『ポータブル・オプス』）が追加される。
また『ポータブル・オプス』からのデータを引き継ぐことで、『ポータブル・オプス』ではどちらか一方しか使えなかったウルスラ・エルザを二人とも使うことが可能になる。
さらにGPSレシーバーを使えばその県の兵士が手に入る。RC対戦でも入手できる。
オンラインモードではRCの志願兵で入手できるが、能力はGPSレシーバーで入手するより落ちる。
半袖と長袖がいるソ連兵のように、若干外見が違うものを含めて130種類である。兵士リストが追加され、捕獲した兵士の情報が確認できるようになった。

## 特殊兵士
パスワードで手に入れられる兵士。これはサイトを調べないと無理である。

### 『ポータブル・オプス』から登場している兵士
- ビックカメラ兵士
- ヨドバシカメラ兵士
- さくらや兵士
- 古本市場兵士
- ワンダーグー兵士
- ソフマップ兵士
- TVパニック・WANPAKU・COMG!連合兵
- GEO兵士
- ガーコ兵士

### 『ポータブル・オプス+』から登場した兵士
- 千葉兵士

幕張メッセ及び千葉県でGPSスキャン限定
- HIDECHAN! ラジオ兵士

オンライン大会限定
- 優勝兵

オンライン大会優勝者のみ
- ファミ通兵士

東京ゲームショウ2007での配信及びファミ通のパスワード及び2007年12月15日に行われた全国大会決勝（東日本・西日本）&MGO体験会の中の指名手配風ポスターのパスワードでの入手限定
- 電撃PS兵士

「電撃PlayStation」300号のパスワード及び2007年12月15日に行われた全国大会決勝（東日本・西日本）&MGO体験会の中の指名手配風ポスターのパスワードでの入手限定
- アームズマガジン兵士

アームズマガジンの11月号のパスワード及び2007年12月15日に行われた全国大会決勝（東日本・西日本）&MGO体験会の中の指名手配風ポスターのパスワードでの入手限定
- 麻雀格闘倶楽部兵士

ワイヤレススポット限定兵士・奇数月
- クイズマジックアカデミー兵士

ワイヤレススポット限定兵士・偶数月
- NTT東日本兵士

フレッツスポット東日本または西日本に契約しないと入手できない兵士。北海道から名古屋・長野・新潟エリアまでの東日本限定。ただし、中部地方では両方入手可能
- NTT西日本兵士

フレッツスポット西日本または東日本に契約しないと入手できない兵士。滋賀県・石川県・滋賀県から沖縄県、海外の中華民国[台湾]までの西日本限定。ただし、中部地方では両方入手可能
- ツーハンプリンセス

菊地由美&井上喜久子のグループ兵士。2007年11月26日のオンライン大会放送中に発表及び2007年12月15日に行われた全国大会決勝（東日本・西日本）&MGO体験会の中のパスワードを公式サイト打ち込む限定
- 大阪版東京都兵士

2007年12月15日に行われた全国大会決勝の西日本大会中のAPスキャン限定）
- 東京版大阪府兵士

2007年12月15日に行われた全国大会決勝の東日本大会中のAPスキャン限定）

## 追加装備
本作では数多くの武器やアイテムが追加され、各武器ダメージ値、ロックオン距離が変更された。

### 武器
Mk23
P90
FA-MAS
M4A1
M4A1(SOPMOD)
AKS74-u
忍者刀
高周波ブレード

### アイテム
教本（TEXTBOOK）
教本の表紙に書いてあるスキルのみ、上げることができる。ただし、使う兵士の成長限界以上に上がることはない。
正義の心（セイギノココロ）
ノーマルミッション以上で入手可能なペンキのようなアイテム。ゲノム兵のみに使用可能で、使用することで服装の色を変化させることができる。色を変えると声も変更され、桃色のみ女性になる。トレイラー内のゲノムレンジャーは正義の心で色をつけたゲノム兵である。
ファッション雑誌
ノーマルミッション以上で入手可能な雑誌。通常の雑誌と違い設置は出来ない。ブリーフィング時に使用するとオンライン対戦時に新たなモーションが追加される。一つ使うと、使った兵士が所属している部隊全員に効果がある。

## その他
- 『ポータブル・オプス』と同様、本作でもゲームシェアリングは可能。
- 本作のダウンロード版は2009年11月01日に配信が開始された。※現在は配信終了（2013/6確認）

## DELUXE PACK
本作と同時発売。『ポータブル・オプス』と同様と拡張パックの「プラス」の2本が同梱されている。